# Citrix Systems
Citrix Systems (NASDAQ: CTXS
), o Citrix, és una empresa dels Estats Units, amb seu central a la ciutat de Fort Lauderdale, a l'estat de Florida. És una companyia dedicada principalment al desenvolupament de programari, encara que també ofereix productes de maquinari des de la compra de l'empresa Net6 a finals del 2004 i de NetScaler/Teros el 2005. Citrix ofereix un conjunt de productes que tracten d'oferir un accés més segur a aplicacions i continguts, destinat a un ampli i variat grup de clients.